# Charles Ogier
Pour les autres membres de la famille, voir Famille Ogier.
Charles Ogier (Carolus Ogerius, Caroli Ogerii, Karol Ogier), né vers 1595 à Paris et mort le 11 août 1654, est un littérateur, poète latin, diplomate et religieux français.

## Biographie
Fils d'un avocat au Parlement de Paris et frère de François Ogier, il suivit ses études à Bourges et à Paris, puis son droit à Valence sous Pacius. Docteur en droit, il exerça un temps la profession d'avocat. Après avoir quitté le barreau, il devint secrétaire de Claude de Mesmes, comte d'Avaux, qu'il accompagna dans ses ambassades en Suède, en Danemark et en Pologne.
Il assista à la signature du traité de paix entre le roi de Pologne et la reine de Suède en 1635.
Secrétaire d'ambassade du comte d'Avaux, il écrivit sa relation sous forme de journal, qui fut publié par son frère en 1656, et qui est une source importante de l'histoire de ces pays à cette époque.
Il finit sa vie chez les chanoines réguliers de Sainte-Geneviève de Paris.

## Publications
- Caroli Ogerii ad Jacobum Faverellum Elegia, 1637
- Ad Mariam Jartiam Gornaeam cum efferebatur, 1645
- Dionysii Petavii... Epicedium, 1653
- Ephemerides, sive iter Danicum, Svecicum, Polonicum. Accedunt Nicolai Borbohii (et Claudii Memmii) epistolae, 1656
- Caroli Ogerii Ephemerides, sive Iter Danicum, Suecicum, Polonicum : Cum esset in comitatu illustriss. Claudii Memmii comitis Avauxii, ad septentrionis reges extraordinarii legati. Accedunt Nicolai Borbonii ad eumden legatum epistolae hactenus ineditae, 1656, 2009, 2010
- Dziennik podróży do Polski, 1635-1636
- Dziennik podróży do Polski, 1635-1636, Volume 2
- Fransmannen Charles d'Ogiers Dagbok öfver dess resa i Sverige med franska ambassadören, grefve d'Avaux. År 1634. Ett bidrag till fäderneslandets sedehistoria för denna tid. Stockholm, 1828. Tryckt i Ecksteinska tryckeriet, 1828
- Reiseeindrücke aus Danzig, Lübeck, Hamburg und Holland 1636: Nach dem neuentdeckten II. Teil von Charles Ogiers Gesandtschaftstagebuch, 1910
- Det store Bilager i København 1634, oversat efter Caroli Ogerii Ephemerides sive Iter Danicum Svecicum Polonicum, 1914
- Karola Ogiera Dziennik podrózy do Polski 1635-1636: Tłumaczył Edwin Jedrkiewicz. Wstepem historycznym i objaśnieniami opatrzył Władysław Czapliński. [Charles Ogiers dagbok över sin vistelse i Polen 1635-1636. Övers. av E.J. Historisk inledn. och kommentarer av W.C.] [Illustr.]., 1950
- Karola Ogiera dziennik podróży do Polski, Volume 2, 1953
- Från Sveriges storhetstid: franske legationssekreteraren Charles Ogiers dagbok under ambassaden i Sverige 1634-1635, 1978

### Sources
- « Ogier (Charles) », dans Pierre Larousse, Grand dictionnaire universel du XIXe siècle, Paris, Administration du grand dictionnaire universel, 15 vol., 1863-1890 [détail des éditions].
- Louis Moréri, Desaint et Saillant, Le grand dictionnaire historique ou Le mélange curieux de l'Histoire sacrée et profane, 1759
- Pierre Bayle, Dictionnaire historique et critique, Volume 14, 1820
- Albert Sowiński, Les musiciens polonais et slaves, anciens et modernes : dictionnaire biographique des compositeurs, chanteurs, instrumentistes, luthiers, constructeurs d'orgues, poètes sacrés et lyriques, littérateurs et amateurs de l'art musical. Précédé d'un résumé de l'histoire de la musique en Pologne et de la description d'anciens instruments slaves. Notices sur la bibliographie musicale polonaise. Fragments de compositions des grands-maîtres polonais et détails sur les pèlerinages célèbres en Pologne, 1837
- André Borel d'Hauterive, Annuaire de la pairie et de la noblesse de France et des maisons souveraines de l'Europe et de la diplomatie, Volume 4, 1846